# Llista d'asteroides/209201-209300
| Nom      | Designació provisional | Data de descobriment   | Lloc de descobriment | Descobridor/s |
| -------- | ---------------------- | ---------------------- | -------------------- | ------------- |
| 209201 - | 2003 UM267             | 28 d'octubre de 2003   | Socorro              | LINEAR        |
| 209202 - | 2003 UP268             | 28 d'octubre de 2003   | Socorro              | LINEAR        |
| 209203 - | 2003 UO281             | 28 d'octubre de 2003   | Haleakala            | NEAT          |
| 209204 - | 2003 UN283             | 30 d'octubre de 2003   | Socorro              | LINEAR        |
| 209205 - | 2003 UQ283             | 30 d'octubre de 2003   | Socorro              | LINEAR        |
| 209206 - | 2003 UQ288             | 23 d'octubre de 2003   | Kitt Peak            | M. W. Buie    |
| 209207 - | 2003 UD315             | 25 d'octubre de 2003   | Socorro              | LINEAR        |
| 209208 - | 2003 UP316             | 27 d'octubre de 2003   | Socorro              | LINEAR        |
| 209209 - | 2003 UB353             | 19 d'octubre de 2003   | Apache Point         | SDSS          |
| 209210 - | 2003 UB387             | 22 d'octubre de 2003   | Kitt Peak            | Spacewatch    |
| 209211 - | 2003 VH4               | 14 de novembre de 2003 | Palomar              | NEAT          |
| 209212 - | 2003 VG7               | 15 de novembre de 2003 | Kitt Peak            | Spacewatch    |
| 209213 - | 2003 WR1               | 16 de novembre de 2003 | Catalina             | CSS           |
| 209214 - | 2003 WU7               | 19 de novembre de 2003 | Palomar              | NEAT          |
| 209215 - | 2003 WP25              | 21 de novembre de 2003 | Kitt Peak            | Spacewatch    |
| 209216 - | 2003 WK30              | 18 de novembre de 2003 | Kitt Peak            | Spacewatch    |
| 209217 - | 2003 WB37              | 19 de novembre de 2003 | Socorro              | LINEAR        |
| 209218 - | 2003 WZ40              | 19 de novembre de 2003 | Kitt Peak            | Spacewatch    |
| 209219 - | 2003 WX52              | 20 de novembre de 2003 | Kitt Peak            | Spacewatch    |
| 209220 - | 2003 WR55              | 20 de novembre de 2003 | Socorro              | LINEAR        |
| 209221 - | 2003 WW61              | 19 de novembre de 2003 | Kitt Peak            | Spacewatch    |
| 209222 - | 2003 WJ63              | 19 de novembre de 2003 | Kitt Peak            | Spacewatch    |
| 209223 - | 2003 WE64              | 19 de novembre de 2003 | Kitt Peak            | Spacewatch    |
| 209224 - | 2003 WC69              | 19 de novembre de 2003 | Kitt Peak            | Spacewatch    |
| 209225 - | 2003 WB71              | 20 de novembre de 2003 | Palomar              | NEAT          |
| 209226 - | 2003 WZ72              | 20 de novembre de 2003 | Socorro              | LINEAR        |
| 209227 - | 2003 WV78              | 20 de novembre de 2003 | Socorro              | LINEAR        |
| 209228 - | 2003 WF79              | 20 de novembre de 2003 | Socorro              | LINEAR        |
| 209229 - | 2003 WZ81              | 19 de novembre de 2003 | Socorro              | LINEAR        |
| 209230 - | 2003 WQ82              | 19 de novembre de 2003 | Palomar              | NEAT          |
| 209231 - | 2003 WJ83              | 20 de novembre de 2003 | Socorro              | LINEAR        |
| 209232 - | 2003 WH87              | 21 de novembre de 2003 | Socorro              | LINEAR        |
| 209233 - | 2003 WN93              | 19 de novembre de 2003 | Anderson Mesa        | LONEOS        |
| 209234 - | 2003 WP93              | 19 de novembre de 2003 | Anderson Mesa        | LONEOS        |
| 209235 - | 2003 WT97              | 19 de novembre de 2003 | Anderson Mesa        | LONEOS        |
| 209236 - | 2003 WT99              | 20 de novembre de 2003 | Socorro              | LINEAR        |
| 209237 - | 2003 WL101             | 21 de novembre de 2003 | Socorro              | LINEAR        |
| 209238 - | 2003 WF108             | 20 de novembre de 2003 | Socorro              | LINEAR        |
| 209239 - | 2003 WU110             | 20 de novembre de 2003 | Socorro              | LINEAR        |
| 209240 - | 2003 WQ111             | 20 de novembre de 2003 | Socorro              | LINEAR        |
| 209241 - | 2003 WD112             | 20 de novembre de 2003 | Socorro              | LINEAR        |
| 209242 - | 2003 WE116             | 20 de novembre de 2003 | Socorro              | LINEAR        |
| 209243 - | 2003 WV118             | 20 de novembre de 2003 | Socorro              | LINEAR        |
| 209244 - | 2003 WX119             | 20 de novembre de 2003 | Socorro              | LINEAR        |
| 209245 - | 2003 WW124             | 20 de novembre de 2003 | Socorro              | LINEAR        |
| 209246 - | 2003 WJ125             | 20 de novembre de 2003 | Socorro              | LINEAR        |
| 209247 - | 2003 WS127             | 20 de novembre de 2003 | Socorro              | LINEAR        |
| 209248 - | 2003 WL129             | 21 de novembre de 2003 | Socorro              | LINEAR        |
| 209249 - | 2003 WT131             | 21 de novembre de 2003 | Palomar              | NEAT          |
| 209250 - | 2003 WH134             | 21 de novembre de 2003 | Socorro              | LINEAR        |
| 209251 - | 2003 WA138             | 21 de novembre de 2003 | Socorro              | LINEAR        |
| 209252 - | 2003 WR146             | 23 de novembre de 2003 | Catalina             | CSS           |
| 209253 - | 2003 WY146             | 23 de novembre de 2003 | Catalina             | CSS           |
| 209254 - | 2003 WQ149             | 24 de novembre de 2003 | Anderson Mesa        | LONEOS        |
| 209255 - | 2003 WR152             | 28 de novembre de 2003 | Mallorca             | Mallorca      |
| 209256 - | 2003 WQ157             | 26 de novembre de 2003 | Socorro              | LINEAR        |
| 209257 - | 2003 WY158             | 29 de novembre de 2003 | Kitt Peak            | Spacewatch    |
| 209258 - | 2003 WS159             | 30 de novembre de 2003 | Catalina             | CSS           |
| 209259 - | 2003 WW162             | 30 de novembre de 2003 | Kitt Peak            | Spacewatch    |
| 209260 - | 2003 WF163             | 30 de novembre de 2003 | Kitt Peak            | Spacewatch    |
| 209261 - | 2003 WP174             | 19 de novembre de 2003 | Kitt Peak            | Spacewatch    |
| 209262 - | 2003 WX189             | 24 de novembre de 2003 | Socorro              | LINEAR        |
| 209263 - | 2003 WZ189             | 24 de novembre de 2003 | Socorro              | LINEAR        |
| 209264 - | 2003 WE192             | 19 de novembre de 2003 | Socorro              | LINEAR        |
| 209265 - | 2003 XU3               | 1 de desembre de 2003  | Socorro              | LINEAR        |
| 209266 - | 2003 XH4               | 1 de desembre de 2003  | Socorro              | LINEAR        |
| 209267 - | 2003 XS6               | 3 de desembre de 2003  | Socorro              | LINEAR        |
| 209268 - | 2003 XK8               | 4 de desembre de 2003  | Socorro              | LINEAR        |
| 209269 - | 2003 XG9               | 4 de desembre de 2003  | Socorro              | LINEAR        |
| 209270 - | 2003 XQ12              | 14 de desembre de 2003 | Palomar              | NEAT          |
| 209271 - | 2003 XS12              | 14 de desembre de 2003 | Palomar              | NEAT          |
| 209272 - | 2003 XW14              | 15 de desembre de 2003 | Socorro              | LINEAR        |
| 209273 - | 2003 XP19              | 14 de desembre de 2003 | Kitt Peak            | Spacewatch    |
| 209274 - | 2003 XY28              | 1 de desembre de 2003  | Kitt Peak            | Spacewatch    |
| 209275 - | 2003 YB5               | 16 de desembre de 2003 | Catalina             | CSS           |
| 209276 - | 2003 YO12              | 17 de desembre de 2003 | Socorro              | LINEAR        |
| 209277 - | 2003 YS15              | 17 de desembre de 2003 | Kitt Peak            | Spacewatch    |
| 209278 - | 2003 YW15              | 17 de desembre de 2003 | Anderson Mesa        | LONEOS        |
| 209279 - | 2003 YY18              | 17 de desembre de 2003 | Anderson Mesa        | LONEOS        |
| 209280 - | 2003 YX21              | 17 de desembre de 2003 | Kitt Peak            | Spacewatch    |
| 209281 - | 2003 YD23              | 16 de desembre de 2003 | Anderson Mesa        | LONEOS        |
| 209282 - | 2003 YS28              | 17 de desembre de 2003 | Kitt Peak            | Spacewatch    |
| 209283 - | 2003 YV29              | 17 de desembre de 2003 | Palomar              | NEAT          |
| 209284 - | 2003 YZ34              | 18 de desembre de 2003 | Socorro              | LINEAR        |
| 209285 - | 2003 YS40              | 19 de desembre de 2003 | Kitt Peak            | Spacewatch    |
| 209286 - | 2003 YT40              | 19 de desembre de 2003 | Kitt Peak            | Spacewatch    |
| 209287 - | 2003 YS43              | 19 de desembre de 2003 | Socorro              | LINEAR        |
| 209288 - | 2003 YE48              | 18 de desembre de 2003 | Socorro              | LINEAR        |
| 209289 - | 2003 YH55              | 19 de desembre de 2003 | Socorro              | LINEAR        |
| 209290 - | 2003 YP56              | 19 de desembre de 2003 | Socorro              | LINEAR        |
| 209291 - | 2003 YJ66              | 20 de desembre de 2003 | Socorro              | LINEAR        |
| 209292 - | 2003 YZ77              | 18 de desembre de 2003 | Socorro              | LINEAR        |
| 209293 - | 2003 YP85              | 19 de desembre de 2003 | Socorro              | LINEAR        |
| 209294 - | 2003 YR89              | 19 de desembre de 2003 | Kitt Peak            | Spacewatch    |
| 209295 - | 2003 YD107             | 22 de desembre de 2003 | Kitt Peak            | Spacewatch    |
| 209296 - | 2003 YO109             | 22 de desembre de 2003 | Kitt Peak            | Spacewatch    |
| 209297 - | 2003 YM111             | 23 de desembre de 2003 | Socorro              | LINEAR        |
| 209298 - | 2003 YR111             | 23 de desembre de 2003 | Socorro              | LINEAR        |
| 209299 - | 2003 YE119             | 27 de desembre de 2003 | Socorro              | LINEAR        |
| 209300 - | 2003 YN120             | 27 de desembre de 2003 | Socorro              | LINEAR        |